# Gordon Kaufmann

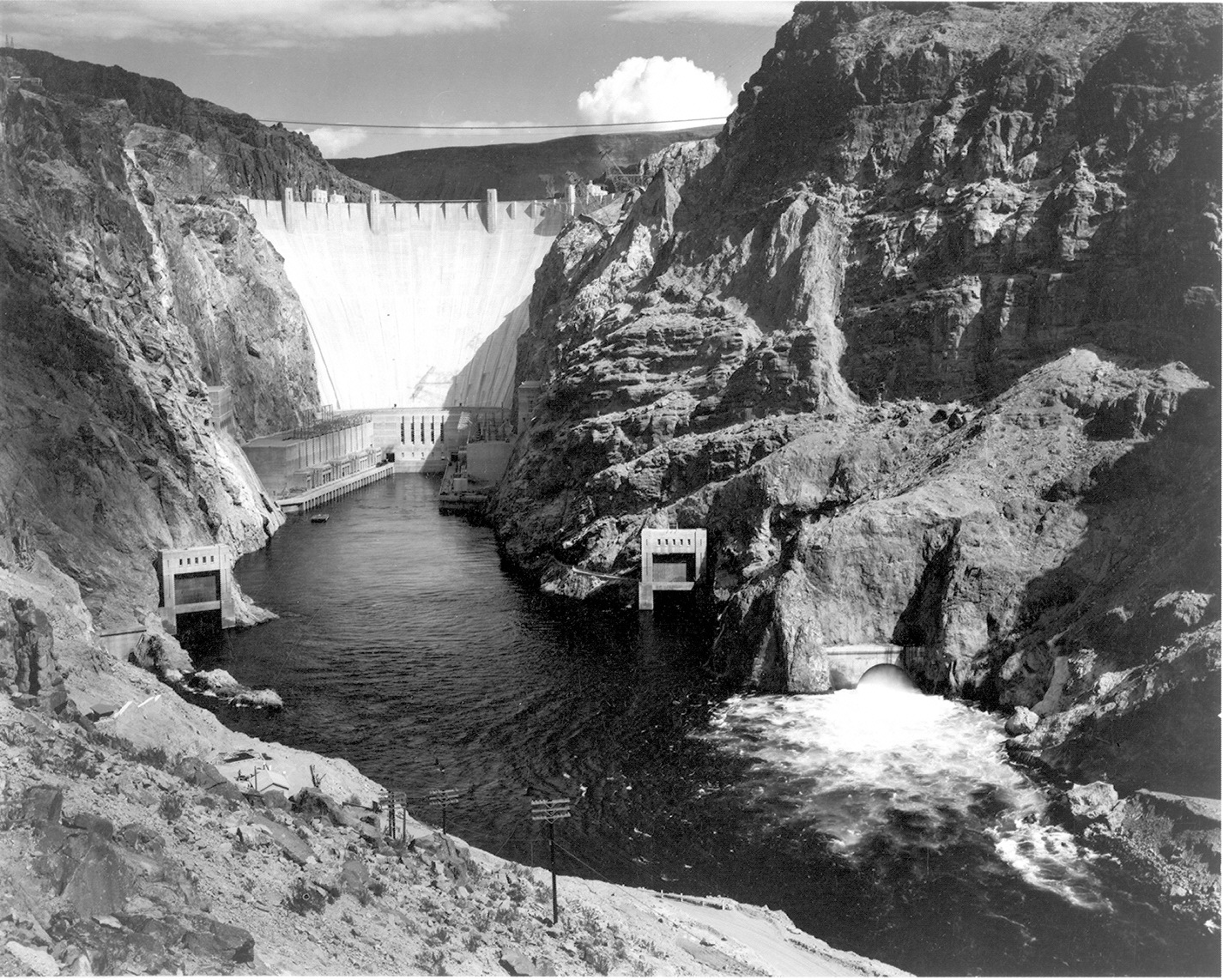
Cea mai cunoscută operă de stilizare a lui Kaufmann, complexul hidrotehnic Boulder Dam (fotografiat aici în 1942 de către Ansel Adams), al cărui nume a fost schimbat ulterior în Hoover Dam.

Gordon Bernie Kaufmann (n.18 martie 1888 Leiningen Villa, Lowther Hill, Forest Hill, Kent, - d. 1949) a fost un arhitect american de origine evreu britanic cunoscut în special pentru opera sa de rafinare și stilizare în manieră Art Deco a tututor construcțiilor aferente barajului Hoover, precum și a barajului însuși.

## Anii în Anglia
Gordon Bernie Kaufmann s-a născut ca Gordon Beni Kaufmann,fiu al comerciantului Gustav Kaufmann, originar din Bavaria, și al soției acestuia, Matilda May, născută Isaacs, din Margate, Kent, originară dintr-o familie provenită din Scoția (ulterior menționată sub numele de Cook, în actul de deces al arhitectului)
Familia a locuit când în Anglia, când în Germania. În 1896 Gordon  învăța la gimnaziul Hansa-Schule din Bergedorf, lângă Hamburg, În 1903 el s-a înscris la Whitgift School din Croydon, unde a fost remarcat de profesorul său de științe, Walter Cross. La recomandarea mentorului său, a învățat doi ani mai târziu cu fratele mai mare al acestuia , arhitectul A.W.S. Cross, care se specializase în proiectarea de ștranduri publice. Apoi Kaufmann a studiat până în 1908 la Politehnica din Londra și la Institutul Regal al Arhitecților Britanici.

## Viața în Statele Unite
După ce a lucrat o vreme in Europa continentală, inclusiv în birouri de arhitecți din Germania, Kaufmann a emigrat in anul 1910 in Canada, unde a lucrat în oficii de arhitectura din Montreal si Winnipeg. În 1914 a emigrat împreună cu prima sa soție în sudul Californiei, posibil din cauza unor probleme de sănătate ale soției. 

La Los Angeles mai cu seama în cariera sa timpurie, Kaufmann a realizat multe clădiri și ansambluri de clădiri în maniera cunoscută ca stil mediteranean renăscut, care devenise popular în acel timp în Statele Unite, în special în Florida și California. 
În anii 1921-1925 a fost asociat în cadrul biroului de arhitecți Johnson, Kaufmann și Coate, cu sediul la Pasadena, California. Începând din 1925 el a deschis un birou independent.
În 1933 a obținut cetățenia americană.
În timpul celui de al Doilea Război Mondial în anii 1942-1945 a fost colonel în departamentul de război chimic al armatei americane la Washington DC. A deținut si funcția de președinte a Consiliului din Los Angeles al Mișcării cercetașilor.
A murit la 61 ani la Los Angeles de cancer pulmonar și a fost înhumat la Cimitirul național Golden Gate din San Bruno, California.
A fost căsătorit prima dată cu o canadiană Eva St Denis McFarland. mama copiilor săi,fiul Kenneth și fiica Cecil.Apoi - cu Elsie Bryant,care a fost singura căsătorie înregistrată oficial în S.U.A.

## Scripps College și La Quinta
Kaufmann a fost de asemenea arhitectul inițial al unui colegiu de arte liberale pentru femei, Scripps College, localizat în Claremont, California, membru al ansamblului de colegii Claremont Colleges.  Astfel, Kaufmann, împreună cu arhitectul peisagistic Edward Huntsman-Trout, au designat campusul principal, ale cărui patru clădiri principale urmau să fie construite în primii ani de existență ai colegiului (1927 - 1930).  Întregul ansamblu este proiectat în stil mediteranean renăscut. 
În timpul perioadei când a început să fie recunoscut pentru creația sa arhitecturală a campusului Scripps, la care se adăugase și complexul hotelier La Quinta de lângă Palm Springs, a fost angajat de California Institute of Technology în 1928 ca să proiecteze un grup de dormitoare și o clădire, numită Athenaeum, sediul unui club privat care se găsește pe campusul universitar. 

## Art Deco, Tudor Style și, din nou, Art Deco
În faza ulterioară a carierei sale, creațiile lui Kaufmann au fost realizate mai ales în stilul Art Deco, cu o puternică tușă personală, ușor de recunoscut, accentuând în special zidurile masive realizate din beton armat, care dau clădirilor sale realizate sau stilizate o distincție foarte clară.  Din această cauză, clădirile designate de Kaufmann au un aspect foarte "mecanic", amintind adesea de niște versiuni uriașe a unor obiecte de uz casnic, realizate într-o manieră demodată.  Clădirea principală a ziarului Los Angeles Times este un perfect exemplu, în timp ce clădirile aferente Barajului Hoover și barajul însuși au o anumită eleganță, care deși masivă pare mai zveltă în comparație cu creațiile sale similare ale aceleiași perioade de timp.

## Distincții și onoruri
- 1937 - Medalie de aur la secția de arhitectura industrială și comercială a Pavilionului Statelor Unite la Expoziția Internațională de la Paris + pentru clădirea sediului ziarului Los Angeles Times

## Opere semnificative
- Scripps College campus

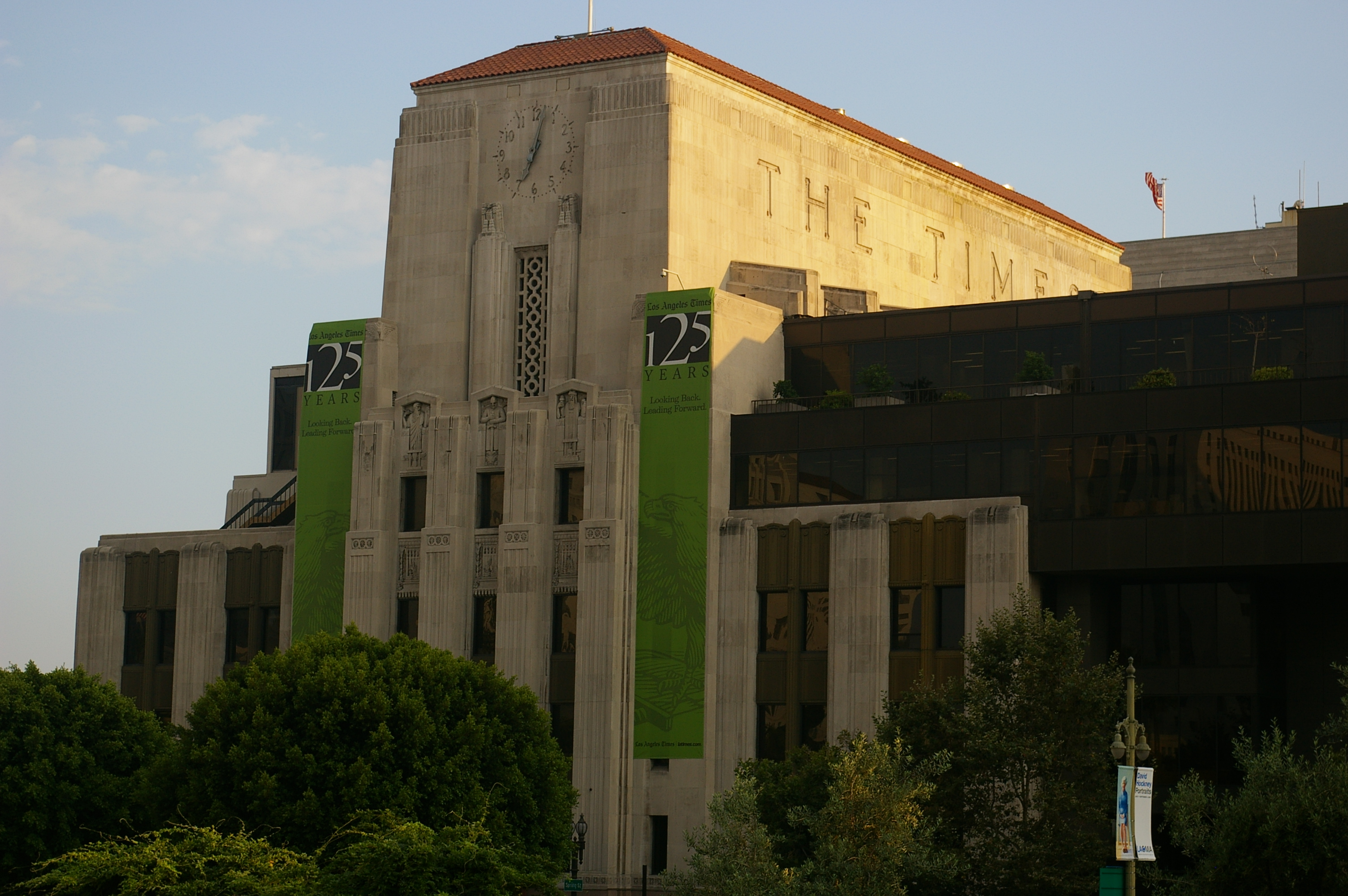
Clădirea Los Angeles Times reprezintă un exemplu tipic de structură Art Deco purtând "semnătura" lui Gordon Kaufmann.

- La Quinta, complex hotelier lângă Palm Springs, California
- 1928 -- Greystone Mansion
- 1931 - 1935 -- Boulder Dam
- Los Angeles Time Buildings
- Santa Anita Racetrack in Arcadia, California
- 1940, Hollywood Palladium